# Московский турнир «Вирджиния Слимз»
Моско́вский теннисный турни́р «Вирджи́ния Слимз» (англ. Virginia Slims of Moscow; в честь брэнда Virginia Slims, титульного спонсора серии турниров WTA тех лет) прошёл в Москве в спорткомплексе «Олимпийский» с 8 по 15 октября 1989 года. Призовой фонд составил 100 тысяч долларов США.

## Результаты
В финале одиночного разряда американка Гретхен (Гретчен) Мейджерс со счётом 6–3, 6–4 победила советскую теннисистку Наталью Звереву.
В финале парного разряда советская пара Лариса Савченко и Наталья Зверева со счётом 6–3, 6–4 обыграли француженок Натали Эрреман и Катрин Сюир.